# Station Frameries
Station Frameries is een spoorwegstation langs spoorlijn 96 (Brussel - Bergen - Quévy) in de gemeente Frameries. Het stationsgebouw werd in 2005 gesloten, en het is nu een stopplaats. Men kan er kosteloos parkeren en er is een gratis fietsstalling.
Dit station is aangelegd door de Nord – Belge maatschappij.
Van hier vertrokken ook spoorlijn 102 naar Saint-Ghislain en spoorlijn 153 naar Pâturages.
Sinds 13 december 2020 wordt het station opnieuw in het weekend bediend, door de L 29-trein Geraardsbergen - Quévy.

## Treindienst
| Serie       | Treinsoort          | Route | Bijzonderheden                                                                      |
| ----------- | ------------------- | --- | ----------------------------------------------------------------------------------- |
| L 4650      | L-trein (NMBS)      | Quévy – Frameries – Bergen – [ Doornik – Moeskroen ] / [ Quiévrain ]                                                                                     | Rijdt in het weekend tussen Bergen en Quiévrain.                                    |
| L 4850      | L-trein (NMBS)      | Geraardsbergen – Aat – Bergen – [ Doornik – Moeskroen ] / [ Frameries – Quévy ]                                                                          | Rijdt op werkdagen Geraardsbergen-Moeskroen. Rijdt in weekends Geraardsbergen-Quèvy |
| P 7770/8770 | Piekuurtrein (NMBS) | [ Manage – [ Luttre ] / [ Bergen – Frameries – Quévy ] / [ 's-Gravenbrakel ] ] / [ La Louvière-Zuid – [ Bergen ] / [ Luttre ] / [ Charleroi-Centraal ] ] | Rijdt alleen op werkdagen.                                                          |
| P 7880/8880 | Piekuurtrein (NMBS) | Quévy – Frameries – Bergen | Rijdt alleen op werkdagen.                                                          |

## Reizigerstellingen
De grafiek en tabel geven het gemiddeld aantal instappende reizigers weer op een week-, zater- en zondag.
| Tabel: aantal instappende reizigers station Frameries | Tabel: aantal instappende reizigers station Frameries | Tabel: aantal instappende reizigers station Frameries | Tabel: aantal instappende reizigers station Frameries |
|                                                       | Weekdag                                               | Zaterdag                                              | Zondag                                                |
| ----------------------------------------------------- | ----------------------------------------------------- | ----------------------------------------------------- | ----------------------------------------------------- |
| 1977                                                  | 670                                                   | 125                                                   | 106                                                   |
| 1978                                                  | 651                                                   | 166                                                   | 117                                                   |
| 1979                                                  | 708                                                   | 133                                                   | 93                                                    |
| 1980                                                  | 711                                                   | 106                                                   | 98                                                    |
| 1981                                                  | 689                                                   | 132                                                   | 91                                                    |
| 1982                                                  | 697                                                   | 121                                                   | 93                                                    |
| 1983                                                  | 604                                                   | 128                                                   | 68                                                    |
| 1984                                                  | 532                                                   | 87                                                    | 42                                                    |
| 1985                                                  | 530                                                   | 57                                                    | 50                                                    |
| 1986                                                  | 402                                                   | 71                                                    | 29                                                    |
| 1987                                                  | 556                                                   | 39                                                    | 28                                                    |
| 1988                                                  | 411                                                   | -                                                     | -                                                     |
| 1989                                                  | 382                                                   | -                                                     | -                                                     |
| 1990                                                  | 429                                                   | -                                                     | -                                                     |
| 1991                                                  | 401                                                   | -                                                     | -                                                     |
| 1992                                                  | 459                                                   | -                                                     | -                                                     |
| 1993                                                  | 340                                                   | -                                                     | -                                                     |
| 1994                                                  | 366                                                   | -                                                     | -                                                     |
| 1995                                                  | 304                                                   | -                                                     | -                                                     |
| 1996                                                  | 345                                                   | -                                                     | -                                                     |
| 1997                                                  | 318                                                   | -                                                     | -                                                     |
| 1998                                                  | 426                                                   | 18                                                    | 12                                                    |
| 1999                                                  | 322                                                   | 18                                                    | 15                                                    |
| 2000                                                  | 652                                                   | -                                                     | -                                                     |
| 2001                                                  | 439                                                   | -                                                     | -                                                     |
| 2002                                                  | 391                                                   | -                                                     | -                                                     |
| 2003                                                  | 379                                                   | -                                                     | -                                                     |
| 2004                                                  | 456                                                   | -                                                     | -                                                     |
| 2005                                                  | 424                                                   | -                                                     | -                                                     |
| 2006                                                  | 404                                                   | -                                                     | -                                                     |
| 2007                                                  | 504                                                   | -                                                     | -                                                     |
| 2008                                                  | -                                                     | -                                                     | -                                                     |
| 2009                                                  | 550                                                   | -                                                     | -                                                     |
| 2010                                                  | -                                                     | -                                                     | -                                                     |
| 2011                                                  | -                                                     | -                                                     | -                                                     |
| 2012                                                  | 497                                                   | -                                                     | -                                                     |
| 2013                                                  | 464                                                   | -                                                     | -                                                     |
| 2014                                                  | 470                                                   | -                                                     | -                                                     |
| 2015                                                  | 335                                                   | -                                                     | -                                                     |
| 2016                                                  | 267                                                   | -                                                     | -                                                     |
| 2017                                                  | 279                                                   | -                                                     | -                                                     |
| 2018                                                  | 269                                                   | -                                                     | -                                                     |
| 2019                                                  | 258                                                   | -                                                     | -                                                     |
| 2020                                                  | 198                                                   | -                                                     | -                                                     |
| 2021                                                  | -                                                     | -                                                     | -                                                     |
| 2022                                                  | 222                                                   | 102                                                   | 85                                                    |
| 2023                                                  | 273                                                   | 161                                                   | 139                                                   |
| 2024                                                  | 218                                                   | 111                                                   | 86                                                    |

0,0: Brussel-Zuid ·
3,9: Vorst-Zuid ·
6,0: Ruisbroek ·
9,1: Lot ·
11,1: Buizingen ·
13,6: Halle ·
16,0: Lembeek ·
18,1: Tubeke-Noord ·
18,7: Tubeke ·
20,9: Stéhoux ·
23,7: Hennuyères ·
25,5: Hennuyères-Village ·
29,6: 's-Gravenbrakel ·
35,8: Zinnik ·
41,1: Neufvilles ·
44,8: Masnuy-Saint-Pierre ·
48,6: Jurbeke ·
51,6: Erbisoeul ·
54,6: Ghlin ·
57,5: Nimy-Maisières ·
60:3: Bergen ·
62,2: Cuesmes ·
67,1: Frameries ·
69,4: Genly ·
71,2: Blaregnies ·
74,9: Quévy
0,0: Saint-Ghislain ·
1,8: Hornu-Route ·
4,2: Monsville ·
7,9: Flénu-Produits ·
10,9: Frameries
0,0: Frameries ·
10,0: Paturâges